# Neuguinea-Bergwasserratten
Die Neuguinea-Bergwasserratten (Paraleptomys ) sind eine Nagetiergattung aus der Gruppe der Altweltmäuse (Murinae). Die Gattung umfasst zwei Arten. Entgegen früheren Ansichten sind sie nicht sehr nahe mit den Neuguinea-Wasserratten (Leptomys) verwandt, sondern werden als Verwandte der Schwimmratten in die Hydromys-Gruppe eingegliedert.
Diese Nagetiere erreichen eine Kopf-Rumpf-Länge von 12 bis 14 Zentimetern, der Schwanz misst 13 bis 15 Zentimeter und das Gewicht beträgt 34 bis 58 Gramm. Ihr Fell ist am Rücken graubraun und am Bauch weißlich-hellgrau gefärbt. Sie sind auf Neuguinea beheimatet, ihr Lebensraum sind  gebirgige Wälder in 1800 bis 2700 Metern Seehöhe. Über ihre Lebensweise ist wenig bekannt.
Es werden zwei Arten unterschieden:
- Paraleptomys rufilatus bewohnt Bergländer im nördlichen Neuguinea. Die Art wird durch eine weiße Kehle und einen rötlich gefärbten Kopf charakterisiert. Aufgrund ihres kleinen Verbreitungsgebietes gilt die Art als „stark gefährdet“ (endangered).
- Paraleptomys wilhelmina lebt im Zentralmassiv Neuguineas. Sie hat ein graueres Fell als P. rufilatus. Ihr Gefährdungsgrad ist nicht bekannt, die IUCN listet sie unter „zu wenig Daten vorhanden“ (data deficient).